# روز شکرگزاری (آمریکا)

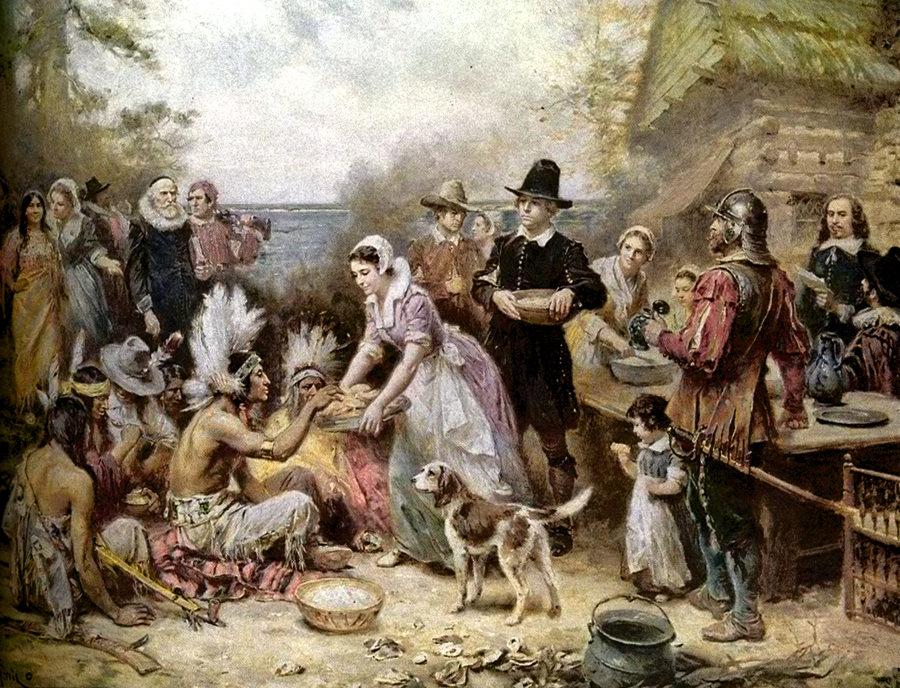
نخستین جشن شکرگزاری در ایالات متحده، سال ۱۶۲۱

شکرگزاری (به انگلیسی: Thanksgiving) یا روز شکرگزاری (به انگلیسی: Thanksgiving Day) یکی از اعیاد ملی و رسمی در کشور آمریکا است.
این عید هر ساله در چهارمین پنجشنبهٔ ماه نوامبر گرامی داشته می‌شود. این مراسم به صورت سالیانه برای تشکر از دارایی‌هایی مادی و معنوی یک فرد صورت می‌گیرد. این روز، یکی از تعطیلات فدرال در آمریکا است.
رسم است که آمریکاییان در این روز از نعمات فراوان در زندگی خود یاد و قدردانی کرده و برای شام در این روز بوقلمون صرف می‌کنند.
رخدادی که آمریکاییان عموماً به آن «نخستین شکرگزاری» می‌گویند توسط پدران زائر پس از این که آنان برای نخستین بار در سال ۱۶۲۱ در بر جدید محصول درو کردند جشن گرفته شد. این ضیافت سه روز به طول انجامید — ۹۰ تن از سرخ‌پوستان و ۵۳ زائر در آن شرکت کردند. مستعمره نشینان نیو انگلند عادت به جشن گرفتن منظم «شکرگزاری» داشتند، روزهای نیایش و سپاس از خدا به خاطر برکاتی چون پیروزی نظامی یا پایان یک خشکسالی.

## تاریخچه
اختصاص زمانی برای شکرگزاری برای نعمت‌های خود، همراه با برگزاری جشن‌هایی برای جشن برداشت محصول، هر دو از اقداماتی هستند که مدت‌ها قبل از سکونت اروپایی‌ها در آمریکای شمالی پیش از این است. خدمات شکرگزاری مستند در قلمروی که در حال حاضر به ایالات متحده تعلق دارد توسط اسپانیایی‌ها و فرانسوی‌ها در قرن ۱۶ انجام شد.
خدمات شکرگزاری در جایی که در سال ۱۶۰۷ به کشورهای مشترک المنافع ویرجینیا تبدیل شد، معمول بود؛ اولین سکونتگاه دائمی جیمز تاون، ویرجینیا در سال ۱۶۱۰ مراسم شکرگزاری برگزار کرد. در ۴ دسامبر ۱۶۱۹، ۳۸ مهاجر انگلیسی بلافاصله پس از فرود در برکلی صد در شهرستان چارلز سیتی، ویرجینیا، مراسم شکرگزاری را جشن گرفتند. منشور شرکت لندنی گروه به‌طور خاص ایجاب می‌کرد، «روز ورود کشتی‌های ما به مکان تعیین‌شده برای کاشت در سرزمین ویرجینیا، باید سالانه و همیشه به عنوان روز شکرگزاری خداوند متعال مقدس نگه داشته شود». این جشن، از اواسط قرن بیستم، هر سال در مزارع برکلی، خانه اجدادی خانواده هریسون، گرامی داشته می‌شود.
برجسته‌ترین رویداد تاریخی شکرگزاری در فرهنگ عامه آمریکایی، جشن سال ۱۶۲۱ در مزرعه پلیموث است، جایی که مهاجران پس از یک فصل رشد موفق، جشن برداشت محصول را برگزار کردند. جشن‌های پاییزی یا اوایل زمستان در سال‌های بعد به‌طور پراکنده ادامه یافت، ابتدا به عنوان یک مراسم مذهبی بداهه و بعد به عنوان یک سنت مدنی.
شهرک نشینان پلیموث، که به عنوان زائران شناخته می‌شوند، در سرزمین متروکه ای ساکن شده بودند که همه سرخ پوستان پاتوکست به جز یکی در اثر شیوع بیماری جان باختند. پس از یک زمستان سخت که نیمی از شهرک نشینان پلیموث را کشت، آخرین پاتوکست بازمانده، تیسکوانتوم، که بیشتر با نوع کوچک اسکوانتو شناخته می‌شود (که انگلیسی را آموخته بود و به عنوان برده در اروپا از طاعون اجتناب کرده بود)، به درخواست ساموست وارد شد. اولین بومی آمریکایی که با زائران روبرو شد. اسکوانتو نحوه صید مارماهی و پرورش ذرت را به زائران آموزش داد و به عنوان مترجم برای آنها خدمت کرد تا اینکه یک سال بعد او نیز تسلیم بیماری شد. رهبر Wampanoag, Massasoit، همچنین در زمستان اول، زمانی که آذوقه‌های آورده شده از انگلستان ناکافی بود، به مستعمره‌نشینان غذا داد. ماساسوئیت امیدوار بود که اتحادی بین Wampanoag ایجاد کند که خود به دلیل همان طاعون که پاتوکست‌ها را نابود کرد و انگلیسی‌های مسلح بهتر در رقابت طولانی مدت خود با قبیله Narragansett که عمدتاً از این بیماری همه گیر در امان مانده بودند، اتحاد ایجاد کند. قبیله استدلال کردند که با توجه به اینکه حجاج زنان و کودکان را آورده‌اند، برای جنگ با آنها نیامده اند.
زائران پس از اولین برداشت محصول خود در سال ۱۶۲۱ به مدت سه روز در پلیموث جشن گرفتند. زمان دقیق آن مشخص نیست، اما جیمز بیکر، معاون پژوهشی پلیموت پلنتیشن، در سال ۱۹۹۶ اظهار داشت: "این رویداد بین ۲۱ سپتامبر و ۱۱ نوامبر رخ داد. ۱۶۲۱، با محتمل‌ترین زمان در حوالی مایکلماس (۲۹ سپتامبر)، زمان سنتی است.» روایت‌های قرن هفدهم این مراسم را به‌عنوان جشن شکرگزاری شناسایی نمی‌کنند، بلکه پس از برداشت محصول انجام می‌شود. این شامل ۵۰ نفر بود که در Mayflower (همه کسانی که از ۱۰۰ نفری که فرود آمده بودند) و ۹۰ بومی آمریکایی بودند. این جشن توسط چهار زن زائر بالغ که از اولین زمستان خود در دنیای جدید جان سالم به در بردند (النور بیلینگتون، الیزابت هاپکینز، مری بروستر، و سوزانا وایت)، همراه با دختران جوان و خدمتکاران مرد و زن پخته شد. طبق گزارش‌های نوادگان Wampanoag، برداشت محصول در اصل برای زائران به تنهایی تنظیم شده بود. بومیان بازمانده، با شنیدن صدای شلیک گلوله‌های جشن و ترس از جنگ، برای دیدن جشن وارد شدند و به گرمی از آنها استقبال شد تا به جشن بپیوندند و غذاهای خود را در وعده غذایی سهیم کنند.

## خلاصه
روز شکرگزاری یک تعطیلات فدرال در ایالات متحده است که در چهارمین پنجشنبه نوامبر جشن گرفته می‌شود. گاهی آن را روز شکرگزاری آمریکایی (خارج از ایالات متحده) می‌نامند تا آن را از تعطیلات کانادایی به همین نام و جشن‌های مرتبط در مناطق دیگر متمایز کنند. این جشن به عنوان یک جشن برداشت محصول آغاز شد و مرکز جشن شکرگزاری شام شکرگزاری باقی مانده‌است. شام به‌طور سنتی شامل غذاها و غذاهای بومی قاره آمریکا، یعنی بوقلمون، سیب زمینی (معمولا پوره)، قیمه، کدو، ذرت (ذرت)، لوبیا سبز، کرن بری (معمولاً به شکل سس) و پای کدو تنبل است. از دیگر آداب و رسوم شکرگزاری می‌توان به سازمان‌های خیریه ارائه شام شکرگزاری برای فقرا، شرکت در مراسم مذهبی، تماشای رژه‌ها و تماشای بازی‌های فوتبال اشاره کرد. در فرهنگ آمریکایی روز شکرگزاری به عنوان آغاز فصل تعطیلات پاییز و زمستان در نظر گرفته می‌شود که شامل کریسمس و سال نو می‌شود.
مستعمره‌های نیوانگلند و ویرجینیا در ابتدا روزهای شکرگزاری را جشن می‌گرفتند و از خدا برای نعمت‌هایی مانند برداشت محصول، فرود کشتی‌ها، پیروزی‌های نظامی یا پایان خشکسالی تشکر می‌کردند. رویدادی که آمریکایی‌ها معمولاً آن را «اولین روز شکرگزاری» می‌نامند توسط زائران پس از اولین برداشت محصول در دنیای جدید در اکتبر ۱۶۲۱ جشن گرفته شد. این جشن سه روز به طول انجامید و ۹۰ بومیان آمریکایی Wampanoag و 53 Pilgrim (بازماندگان Mayflower) در آن شرکت کردند. کمتر شناخته شده‌است یک جشن شکرگزاری قبلی در ویرجینیا در سال ۱۶۱۹ توسط مهاجران انگلیسی که به تازگی در برکلی صد در کشتی مارگارت فرود آمده بودند.
روز شکرگزاری از سال ۱۷۸۹ با اعلامیه رئیس‌جمهور جورج واشینگتن پس از درخواست کنگره، در سراسر کشور جشن گرفته می‌شود. پرزیدنت توماس جفرسون تصمیم گرفت این تعطیلات را برگزار نکند و جشن آن متناوب بود تا اینکه پرزیدنت آبراهام لینکلن، در سال ۱۸۶۳، روز ملی «سپاسگزاری و ستایش از پدر مهربان ما را که در آسمان‌ها زندگی می‌کند» اعلام کرد و از مردم آمریکا نیز خواست که «با توبه حقیر از انحرافات و نافرمانی‌های ملی مان. برای التیام جراحات ملت با شفای عاجل از دست تعالی استدعا داریم…». لینکلن آن را برای آخرین پنجشنبه نوامبر اعلام کرد. در ۲۸ ژوئن ۱۸۷۰، رئیس‌جمهور Ulysses S. Grant قانون تعطیلات را امضا کرد که روز شکرگزاری را به عنوان تعطیلات فدرال سالانه در واشینگتن دی سی تبدیل کرد. در ۶ ژانویه ۱۸۸۵، یک قانون توسط کنگره، روز شکرگزاری و سایر تعطیلات فدرال را برای همه کارگران فدرال در سراسر ایالات متحده تعطیلات با حقوق و دستمزد تعیین کرد. در زمان پرزیدنت فرانکلین دی. روزولت، تاریخ به یک هفته زودتر منتقل شد که بین سال‌های ۱۹۳۹ و ۱۹۴۱ در میان مناقشات قابل توجهی مشاهده شد. از سال ۱۹۴۲ به بعد، روز شکرگزاری، توسط کنگره، که توسط FDR به قانون تبدیل شد، تاریخ مشاهده دائمی دریافت کرد، چهارمین پنجشنبه در نوامبر، که دیگر به صلاحدید رئیس‌جمهور نبود.

## بوقلمون

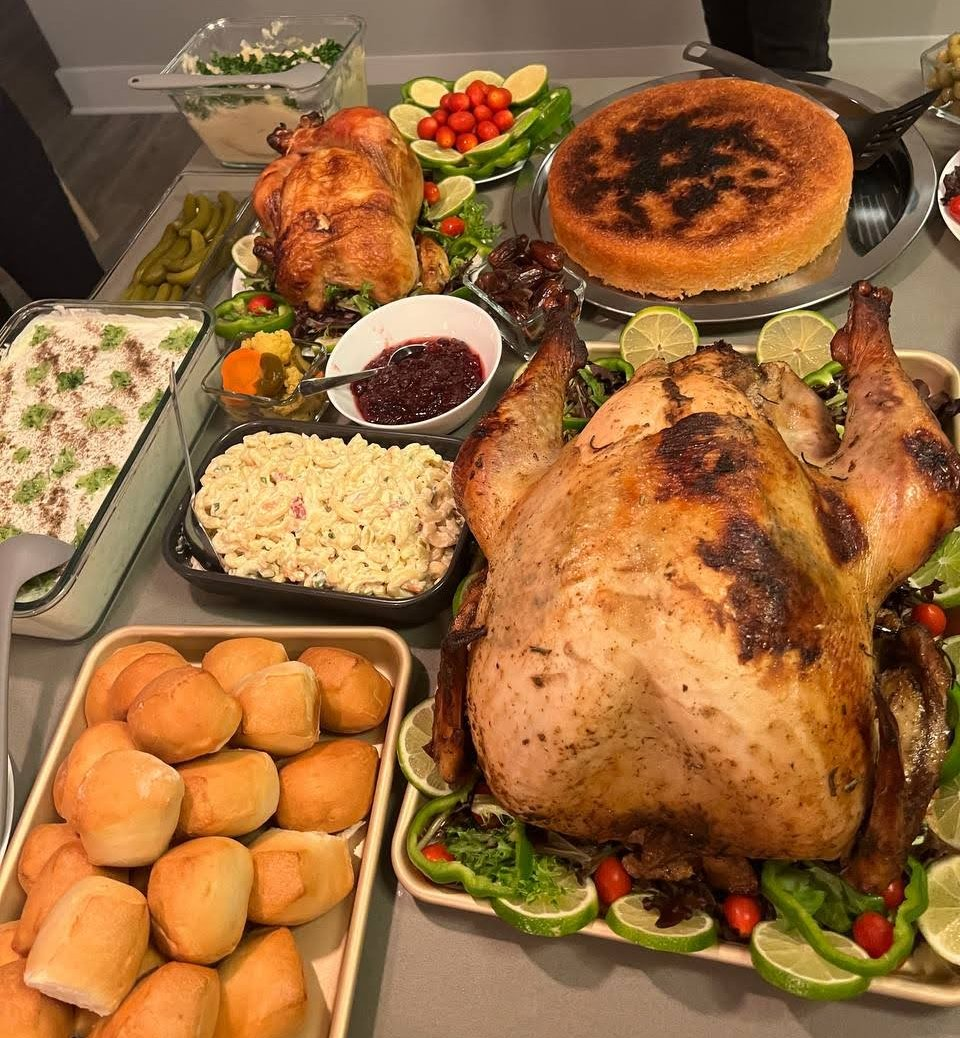
بوقلمون روز شکرگزاری در کنار سایر خوراکی‌ها

بوقلمون رایج‌ترین غذای اصلی یک شام شکرگزاری است، تا جایی که گاهی شکرگزاری را در عامیانه «روز بوقلمون» می‌نامند. الکساندر همیلتون اعلام کرد که «هیچ شهروند ایالات متحده نباید در روز شکرگزاری از بوقلمون خودداری کند» و بنجامین فرانکلین برای بوقلمون وحشی به عنوان نماد آمریکایی احترام زیادی قائل بود. با افزایش محبوبیت روز شکرگزاری در دهه ۱۸۰۰، بوقلمون نیز محبوبیت یافت. در سال ۱۸۵۷، بوقلمون بخشی از شام سنتی در نیوانگلند شد.
بوقلمون اهلی که اکنون خورده می‌شود با بوقلمون وحشی که همیلتون و فرانکلین می‌شناسند بسیار متفاوت است. گونه Meleagris gallopavo بومی قاره آمریکا بوده و حدود ۵ میلیون سال پیش تکامل یافته‌است. حداقل پنج زیرگونه هنوز در ۴۸ ایالت مکزیک و کانادا یافت می‌شود. یک گونه جداگانه، بوقلمون Ocellated (Meleagris ocellata)، کمیاب است اما هنوز در شبه جزیره یوکاتان یافت می‌شود. بوقلمون وحشی می‌تواند با سرعت ۵۵ مایل در ساعت پرواز کند و تا ۲۵ مایل در ساعت بدود که گرفتن آنها را سخت می‌کند.
زیرگونه جنوبی مکزیک Meleagris gallopavo gallopavo تقریباً منقرض شده‌است، اما در اوایل قرن ۱۶ توسط اسپانیایی‌ها از مکزیک به اروپا برده شد. فرزندان آن بعداً به آمریکا بازگشتند. انواع تجاری بوقلمون قرن بیستم از این نوادگان اروپایی پرورش داده شد. بوقلمون سفید کوچک Beltsville توسط USDA در مرکز تحقیقات کشاورزی Beltsville در مریلند در پاسخ به تقاضای مصرف‌کنندگان برای یک بوقلمون کوچک (۸–۱۵ پوند) با گوشت سفید بیشتر و بدون پرهای تیره پرورش داده شد. در سال ۱۹۴۷ به صورت تجاری معرفی شد و نزدیک به ۲۰ سال بر بازار تسلط داشت.
بوقلمون سفید کوچک بلتس ویل جایگزین بوقلمون سفید سینه پهن شد که به‌طور خاص برای جشن‌های بزرگ مانند روز شکرگزاری پرورش داده شد. نمونه‌ها می‌توانند تا بیش از ۴۰ پوند رشد کنند، اما این نژاد باید به‌طور مصنوعی پرورش داده شود و به دلیل اندازه آن از مشکلات سلامتی رنج می‌برد. تخمین زده می‌شود که بیش از ۹۹ درصد از بوقلمون‌های آمریکایی خورده شده را سفیدپوستان سینه پهن تشکیل می‌دهند. در سال ۲۰۰۶، انتظار می‌رفت که پرورش دهندگان بوقلمون آمریکایی ۲۷۰ میلیون بوقلمون تولید کنند که به پنج میلیارد پوند گوشت بوقلمون به ارزش تقریبی ۸ میلیارد دلار تبدیل شود، با یک سوم کل مصرف بوقلمون در فصل شکرگزاری-کریسمس و مصرف سرانه. تقریباً ۱۸ پوند (۸٫۲ کیلوگرم).
بیشتر بوقلمون‌های روز شکرگزاری با یک پودینگ نان خوش طعم سنتی پر شده و برشته می‌شوند. مریم گلی گیاه سنتی است که همراه با پیاز و کرفس خرد شده به چاشنی اضافه می‌شود. مواد دیگری مانند شاه بلوط خرد شده یا سایر آجیل‌های درختی، سوسیس یا بیکن خرد شده، هویج، زغال اخته، کشمش یا سیب را می‌توان به چاشنی اضافه کرد. اگر مخلوط خارج از پرنده پخته شود، به‌طور کلی مایع اضافه می‌شود. تعدادی از عوامل فرهنگی ممکن است تأثیر بگذارد که آیا آن را به عنوان «پر کردن» یا «لباس کردن» می‌نامند. بوقلمون سرخ شده نیز به دلیل زمان آماده‌سازی کوتاهتر پیشنهاد شده‌است، اما خطرات ایمنی را به همراه دارد.
مصرف بوقلمون در روز شکرگزاری چنان در فرهنگ آمریکایی ریشه دوانده‌است که از سال ۱۹۴۷، فدراسیون ملی بوقلمون هر ساله قبل از هر روز شکرگزاری، یک بوقلمون زنده را به رئیس‌جمهور ایالات متحده هدیه می‌دهد. این بوقلمون‌ها در ابتدا برای شام شکرگزاری رئیس‌جمهور ذبح و خورده شدند. از سال ۱۹۸۹، بوقلمون‌های ارائه‌شده معمولاً مورد عفو ساختگی قرار می‌گیرند و به یک پارک فرستاده می‌شوند تا بقیه عمر طبیعی کوتاه خود را سپری کنند.

## عفو بوقلمون روز جشن
از سال ۱۹۴۷، فدراسیون ملی بوقلمون در مراسمی به نام ارائه ملی شکرگزاری بوقلمون، یک بوقلمون زنده و دو بوقلمون تزیین شده را به رئیس‌جمهور ایالات متحده هدیه داد. جان اف کندی اولین رئیس‌جمهوری بود که گزارش شد از بوقلمونی که به او داده شده بود چشم پوشی کرد (او گفت قصد ندارد پرنده را بخورد) و رونالد ریگان اولین کسی بود که به بوقلمون عفو ریاست‌جمهوری اعطا کرد که به شوخی آن را در سال ۱۹۸۷ به بوقلمون خود تقدیم کرد. بوقلمون سپس به باغ وحشی فرستاده شد.
برخی از افسانه‌ها منشأ عفو بوقلمون را به دولت هری ترومن یا حتی به عفو آبراهام لینکلن بوقلمون کریسمس پسرش مربوط می‌کنند؛ هر دو داستان در سخنرانی‌های اخیر ریاست‌جمهوری نقل شده‌اند، اما هیچ‌یک از آنها هیچ مدرکی در کارنامه ریاست‌جمهوری ندارد. در سال‌های اخیر، دو بوقلمون مورد عفو قرار گرفته‌اند، در صورتی که بوقلمون اصلی برای عفو ریاست جمهوری در دسترس نباشد.
جورج اچ دبلیو بوش، که در دوران ریگان به عنوان معاون رئیس‌جمهور خدمت می‌کرد، عفو بوقلمون را به یک سنت دائمی سالانه پس از تصدی ریاست جمهوری در سال ۱۹۸۹ تبدیل کرد، سنتی که از آن زمان هر سال توسط هر رئیس‌جمهور انجام شده‌است. بوقلمون‌های عفو شده معمولاً در حومه ویرجینیای شمالی واشینگتن دی سی به سر می‌برند. از سال ۱۹۸۹ تا ۲۰۰۴ آنها به یک مزرعه کودکان به نام پارک مزرعه ماهی تابه در هرندون، ویرجینیا فرستاده شدند. از سال ۲۰۰۹ تا ۲۰۱۳ آنها به املاک مانت ورنون جورج واشینگتن در نزدیکی اسکندریه، ویرجینیا فرستاده شدند، و در سال ۲۰۱۴ آنها به ملکی در لیزبورگ، ویرجینیا فرستاده شدند که زمانی متعلق به فرماندار سابق ایالت و کشاورز بوقلمون وست مورلند دیویس بود. با این حال، از سال ۲۰۰۵ تا ۲۰۰۹ آنها به یا والت دیزنی ورلد یا دیزنی لند فرستاده شدند. بوقلمون‌ها به ندرت زنده می‌مانند تا روز شکرگزاری بعدی را ببینند، زیرا برای اندازه‌های بزرگ پرورش داده می‌شوند.